# طالب أباد (فريمان)
طالب‌ أباد (بالفارسية: طالب‌آباد) هي قرية تقع في قسم سنغ بست الريفي في إيران.